# 협자연대
협자연대(俠子煙臺)는 대한민국 제주특별자치도 서귀포시 성산읍 고성리에 있는 연대이다. 1973년 4월 3일 제주특별자치도의 기념물 제23-2호로 지정되었다.

## 개요
연대란 옛 군사적 통신수단으로 적의 침입이나 위급한 일이 일어났을 때, 낮에는 연기를 피우고 밤에는 횃불을 사용하여 인근 마을이나 군대가 있는 곳에 빠르게 연락하던 시설이다. 봉수대와 차이점이 있다면 연대는 해변 가까운 높은 지대에 설치하는 반면 봉수대는 산 정상에 위치한다는 점이다.
수산진에 소속된 협자연대는 해안 절벽과 푸른바다, 선돌바위같은 주변경관이 뛰어난 곳에 자리잡고 있다. 이 연대는 옛 모습이 잘 남아 있으며, 연대 위에는 화덕자리도 남아 있다. 높이 3.1m의 이 연대는 북쪽으로는 오소포연대, 성산포연대와 교신하였고 서쪽으로는 말등포연대와 교신하였다.

## 현지 안내문
연대는 횃불과 연기를 이용하여 정치·군사적으로 급한 소식을 전하던 통신수산을 말한다. 봉수대와는 기능면에서 차이가 없으나 이해는 주로 구릉이나 해변지역에 설치되었고 봉수대는 산 정상에 설치하여 낮에는 연기로 밤에는 횃불을 피워 신호를 보냈다. 협자연대는 신양리 '섭지코지'에 있으며, 상부에는 직경 4.2m의 화덕 원형이 남아 있으며, 정의현 소속 별장 6명, 봉군 12명이 배치되었다. 규격은 하부 9mx8.9m, tkdqn 8.6mx8.6m, 높이 3.1m이다. 북쪽으로 오소포연대(직선거리 4.5km)와 서쪽으로 말등포연대(직선거리 5.2km)와 교신하였다.

## 참고 자료
- 협자연대 - 국가유산청 국가유산포털